# Предельные теоремы Сегё
Предельные теоремы Сегё — группа результатов, описывающих асимптотическое поведение детерминантов больших теплицевых матриц, впервые установленная Габором Сегё.
В рамках предельных теорем рассматривается функция {\displaystyle \varphi \colon T\to \mathbb {C} }, заданная на единичной окружности комплексной плоскости, и тёплицева матрица {\displaystyle T_{n}(\varphi )} размера {\displaystyle n\times n}, определённая как:
{\displaystyle T_{n}(\phi )_{k,l}={\widehat {\phi }}(k-l),\quad 0\leqslant k,l\leqslant n-1},
где
{\displaystyle {\widehat {\phi }}(k)={\frac {1}{2\pi }}\int _{0}^{2\pi }\phi (e^{i\theta })e^{-ik\theta }\,d\theta }
являются коэффициентами Фурье функции {\displaystyle \varphi }.
Первая теорема Сегё утверждает, что при {\displaystyle \varphi >0} и {\displaystyle \varphi \in L_{1}(T)} справедливо:
{\displaystyle \lim _{n\to \infty }{\frac {\det T_{n}(\phi )}{\det T_{n-1}(\phi )}}=\exp \left\{{\frac {1}{2\pi }}\int _{0}^{2\pi }\log \phi (e^{i\theta })\,d\theta \right\}.}
Правая часть является геометрическим средним функции {\displaystyle \varphi }(которое определено в силу соотношения между геометрическим и арифметическим средними; обозначается через {\displaystyle G(\varphi )}).
Вторая теорема Сегё (строгая теорема Сегё) утверждает, что если дополнительно потребовать, чтобы производная {\displaystyle \varphi } была гёльдеровой функцией порядка {\displaystyle \alpha >0}, то справедливо:
{\displaystyle \lim _{n\to \infty }{\frac {\det T_{n}(\phi )}{G^{n}(\phi )}}=\exp \left\{\sum _{k=1}^{\infty }k\left|{\widehat {(\log \phi )}}(k)\right|^{2}\right\}.}